# Пес (телесеріал)
«Пес» (рос. Пёс) — український  російськомовний телесеріал українського виробництва у жанрі комедійно-пригодницького детективу. Прем'єра телесеріалу відбулася у 2015 році на телеканалі «ICTV» (Україна), пізніше почав транслюватись на каналі «НТВ» (Росія).
Всього серіал містить 150 епізодів. З серпня 2021 року на телеканалі «ICTV» телесеріал транслювався у професійному українському дубляжі.

## Головні герої

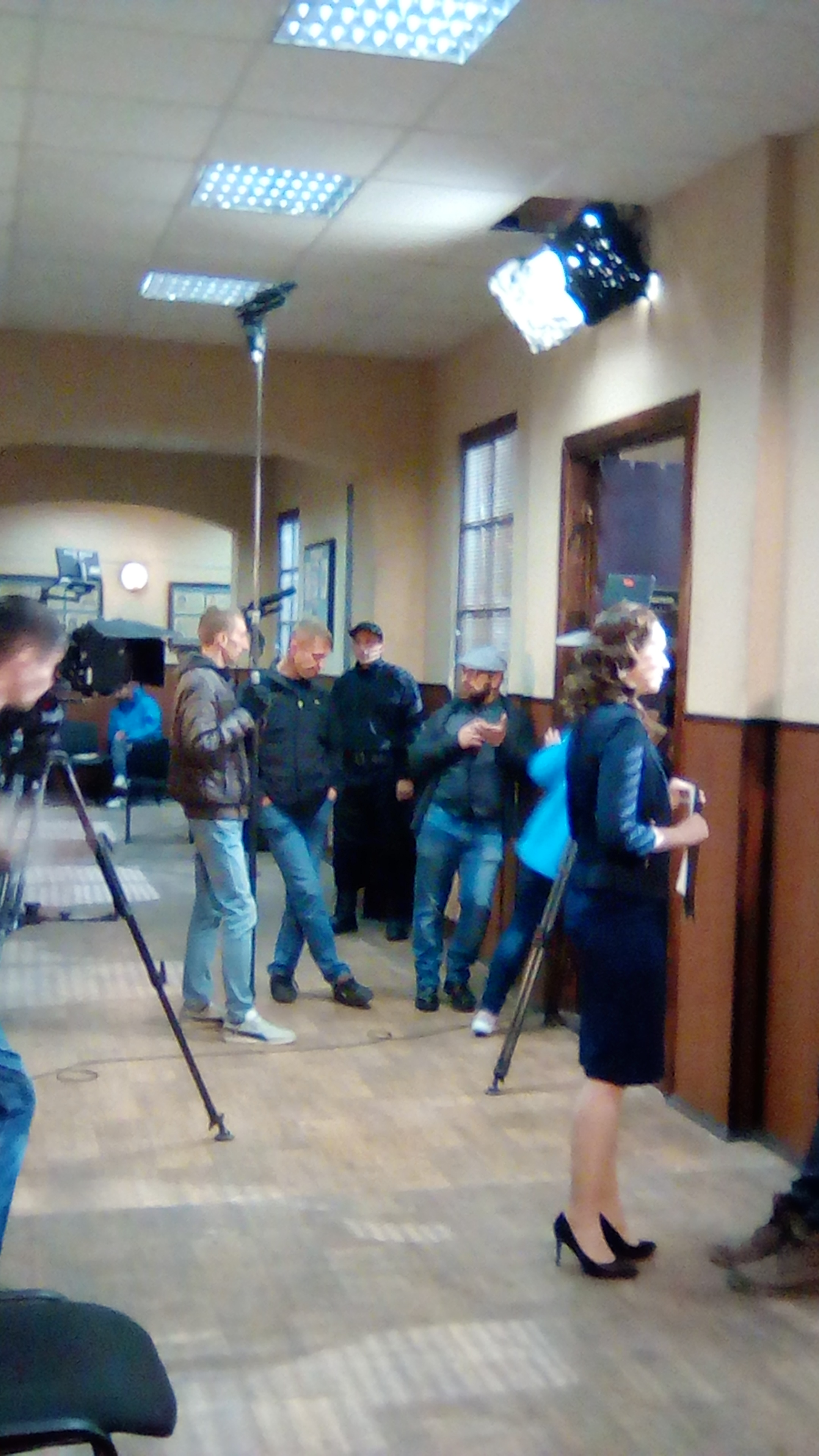
Під час фільмування серіалу Пес

- Максим Максимов — Колишній співробітник поліції. Колись найкращий нишпорка в місті, Макс втратив все — роботу, друзів, дружину. Однак доля дає йому другий шанс. Максимов підбирає поранену вівчарку на прізвисько Пес, яка стає його вірним другом. Разом нерозлучні товариші знову починають роботу в поліції, розкривають заплутані злочини та рятують один одного з колотнеч. Максимов їздить на червоній Chevrolet Silverado.
- Ігор Гніздилов — капітан поліції, супер придуркуватий, але при тому вважає себе «найкращою нишпоркою країни». Є племінником генерала Гнєздилова. Має дружину Клавдію, дітей немає. Завжди потрапляє в якісь незрозумілі ситуації, тому завжди зриває операції поліції.
- Олексій Леонідов — майор поліції. На противагу Гнєздилову і Максу — серйозніший і відповідальніший. Одружений з колишньою дружиною Макса Оленою.
- Олена Жарова — експерт-криміналіст-судмедексперт поліційного відділку. Колишня дружина Максимова, покинула Макса заради Леонідова.

## У ролях
| Герой                    | Актор               | Опис | Український дубляж  |
| ------------------------ | ------------------- | --- | ------------------- |
| Максим Максимов          | Микита Панфілов     | майор, з 1-ї по 4 серію — колишній співробітник поліції, з 5-ї серії — позаштатний співробітник поліції. Колишній чоловік Олени, найкращий друг Леонідова. З 1-ї серії — новий господар Пса. Ворог Гнізділова. | Роман Чорний        |
| Ігор Гнєзділов           | Михайло Жонін       | капітан, племінник генерала Гнєзділова Ворог Максимова. | Михайло Жонін       |
| Олексій Леонідов         | Андрій Самінін      | капітан, з 21-ї серії — майор, старший оперуповноважений. Чоловік Олени, найкращий друг Макса. | Андрій Твердак      |
| Олена Жарова (Максимова) | Ольга Олексій       | експерт-криміналіст, судмедексперт, патологоанатом. Колишня дружина Макса, дружина Леонідова. |                     |
| Вахтанг Леонов           | Денис Роднянський   | експерт-криміналіст. |                     |
| Дмитро Георгієвський     | Борис Георгієвський | майор, з 45-ї серії — полковник, начальник оперативного відділу, з 45-ї по 68-ю серії — начальник ВВС. | Борис Георгієвський |

### Другорядні ролі
- Валерій Зайцев «Микола Георгійович Жаров»† — колишній начальник відділу де працював Макс. Колишній тесть Макса. Батько Олени. В 1-й серії вбитий Красновим;
- Олексій Череватенко «Краснов»† — оперативний працівник відділу. Вбив Жарова в 1-й серії. Вбитий Леонідовим в 4-й серії. З 1-ї по 4-у серію працював на Бутона;
- Михайло Філіппов «Борис Борисович Громов» (1 сезон) — полковник. Начальник ВВС;
- Борис Каморзін «Борис Борисович Громов» (2 сезон) — полковник. Начальник ВВС;
- Андрій Федінчик «Стажер» (1 сезон) — з 1-ї по 10-у серію проходив стажування у відділі;
- Віктор Демерташ «Бутон»† — кримінальний авторитет. Замовник вбивства Жарова. В 4-й серії вбитий Максом;
- Олександр Жуковін «Іващук» (1—2 сезони) — оперативний працівник;
- Мирослав Павліченко (3 сезон) — оперативний працівник;
- Олександр Яцко «Борис Борисович Громов» (4 сезон) — полковник. Начальник ВВС.

## Творчий колектив
- Автори сценарію: Віктор Приходько, Марк Лимаренко, Микола Сорока, Руслан Нікулін, Андрій Виштак, Денис Копнін, Олександр Важін;
- Режисери-постановники: Микола Каптан, Ігор Забара;
- Оператори-постановники: Віталій Запорожченко, Костянтин Чумаков, Матвій Шульгін;
- Композитори: Павло Крахмальов, Ігор Мельничук;
- Продюсери: Віктор Приходько, Артем Приходько.